# إغراق بيئي

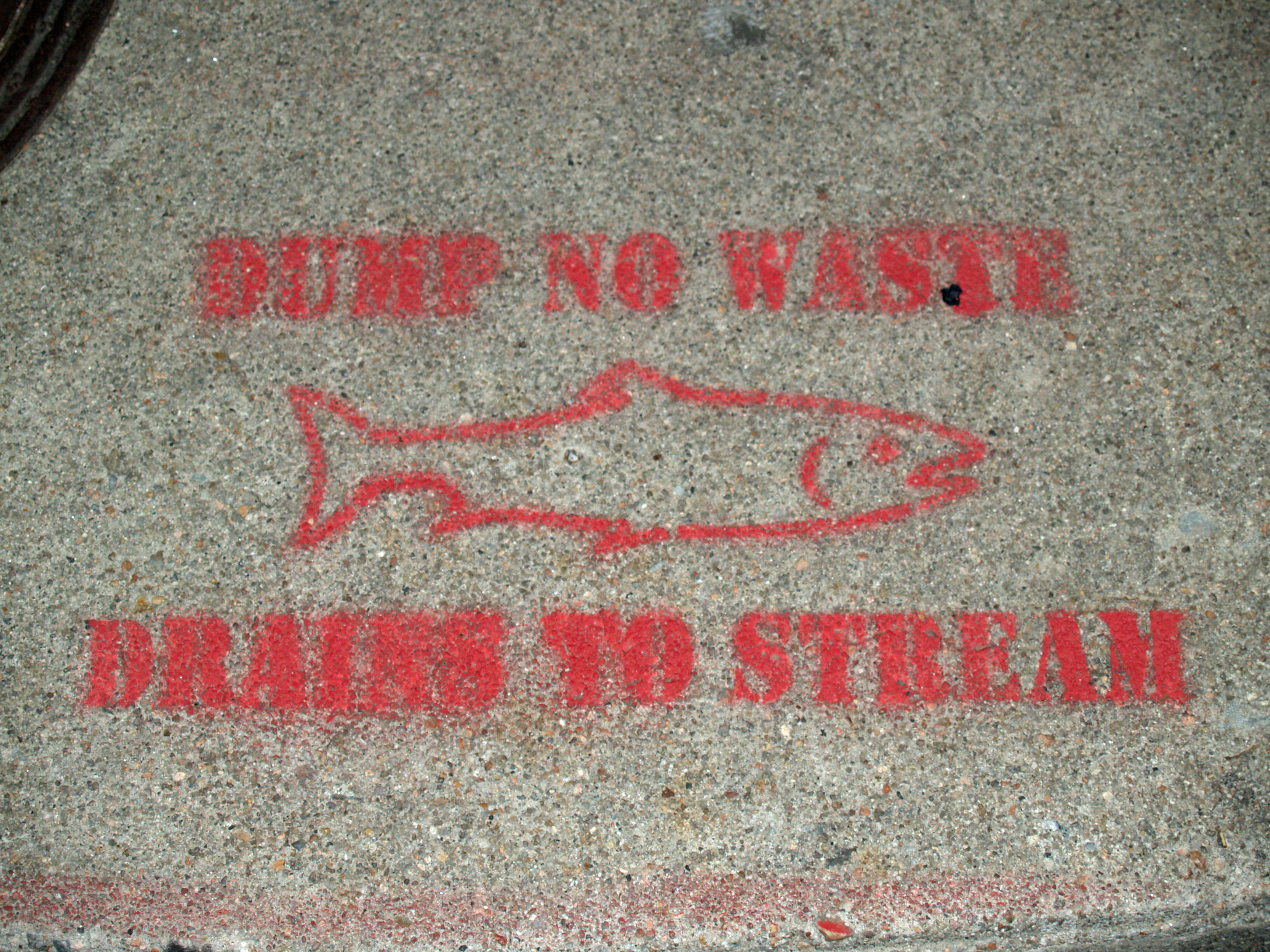

الإغراق البيئي هو شحن النفايات (المنزلية، والصناعية/ النووية، إلخ) عبر الحدود من بلد إلى آخر. يتمثل الهدف من هذه العملية في نقل النفايات إلى بلد لديه قوانين بيئية أقل تشددًا، أو إلى بلد يمتلك قوانين بيئية غير مطبقة بصرامة. تتمثل الفائدة الاقتصادية لهذه الممارسة في التخلص من النفايات بطريقة رخيصة أو إعادة تدويرها دون وجود أنظمة اقتصادية للبلد الأصلي.
تُعد قصة حاملة الطائرات الفرنسية كليمنصو -التي أُوقف تشغيلها ثم بيعت في الأصل إلى منشأة تفكيك السفن في ولاية غوجارات الهندية لتُدمر ويُعاد تدويرها باعتبارها خردة- مثالًا على محاولة الإغراق البيئي. قضت المحكمة العليا الهندية في عام 2006 بعدم السماح لحاملة الطائرات الفرنسية بدخول المياه الهندية بسبب ارتفاع مستوى المخلفات السامة ووجود 700 طن من الأسبست على متنها، ما أجبر الحكومة الفرنسية على إعادة حاملة الطائرات كليمنصو. وبعد ذلك مُنعت حاملة الطائرات من دخول قناة السويس لنفس السبب. أنجز في نهاية المطاف متخصصون في إعادة التدوير في هارتلبول في المملكة المتحدة مهمة إعادة تدوير حاملة الطائرات في عام 2009.

## إغراق بيئي
يشار إلى شحنة النفايات بين البلدان باسم «شحنة النفايات عابرة للحدود». تُشحن النفايات العابرة للحدود داخل الاتحاد الأوروبي وبين الاتحاد الأوروبي ودول أخرى. تتداول دول منظمة التعاون الاقتصادي والتنمية معظم هذه النفايات. عادة ما تكون النفايات غير خطرة وتشمل المعادن والبلاستيك والمنتجات الورقية. أشارت التقديرات في عام 2007 إلى تصدير دول منظمة التعاون الاقتصادي والتنمية نحو 4 إلى 5 ملايين طن من النفايات المعدنية والورقية. صدرت دول منظمة التعاون الاقتصادي والتنمية نحو نصف مليون طن من المواد البلاستيكية المستعادة في عام 2007. يمكن أن تكون بعض هذه النفايات المنقولة نفايات خطرة؛ ويمكن أن يسبب هذا النوع من النفايات مخاطر صحيةً محتملةً على البشر والبيئة. وفقًا لاتفاقية بازل، هناك ما لا يقل عن 8 ملايين طن من النفايات الخطرة التي تُستورد وتُصدر في كل عام.
أُنشئت اتفاقية بازل في عام 1989، لكنها لم تدخل حيز التنفيذ حتى عام 1992. يُعد الغرض الرئيس من الاتفاقية هو التحكم في النفايات الخطرة المستوردة والمصدرة من جميع أنحاء الاتحاد الأوروبي وإليها. تُعد الاتفاقية مساهمًا كبيرًا في إيقاف شحن النفايات غير القانونية. استولي على 60 حاوية كانت في طريقها من المملكة المتحدة إلى الصين في مايو من عام 2005. كان من المفترض أن تكون الحاويات التي صادرتها السلطات الهولندية مخصصة للورق ولكنها احتوت في الحقيقة على نفايات منزلية. أُعيدت النفايات إلى مصدرها الأصلي نظرًا إلى عدم موافقة المملكة المتحدة أو الصين أو هولندا على استيراد النفايات. تتناول اتفاقية بازل أيضًا القضية متنامية الشعبية المتعلقة بالمخلفات الإلكترونية. تؤكد أنظمة شحن النفايات ما يمكن شحنه إلى بلدان الاتحاد الأوروبي وما يمكن شحنه منها. تقسم قواعد التنظيم هذه النفايات إلى ثلاث قوائم منفصلة: القائمة الخضراء، والقائمة البرتقالية، والقائمة الحمراء.
- القائمة الخضراء

تضم هذه القائمة العناصر غير الخطرة والأكثر ملاءمة للبيئة. قد تتضمن بعض هذه العناصر الورق والبلاستيك الذي تمكن إعادة تدويره. لا يتعين على هذه الأنواع من الشحنات الحصول على إذن مسبق لعبور المياه الدولية وشحنها إلى أجزاء من الاتحاد الأوروبي.
- القائمة البرتقالية

تضم هذه القائمة المواد المختلطة، أي التي تحتوي على أجزاء غير خطرة وأجزاء خطرة. يمكن أن تحتوي هذه المواد على نفايات تدخل في تركيبها المعادن ونفايات عضوية وغير عضوية و/ أو محتويات عضوية أو غير عضوية. يجب أن تحصل الشركة أو البلاد التي تشحن هذه العناصر على موافقة مسبقة قبل التصدير. أقر مجلس مدينة دبلن الموافقة على شحن النفايات بدءًا من عام 2007.
- القائمة الحمراء

تشمل هذه القائمة المواد الخطرة بصورة معقولة. تحتوي هذه المواد بشكل أساسي على مكونات عضوية أو غير عضوية تشمل ثنائي الفينيل متعدد الكلور (PCBs).

## إغراق محيطي
يمكن أن يتضمن شحن النفايات من بلد إلى آخر إلقاء النفايات في المحيط. لطالما كان الإغراق المحيطي مشكلة منذ القرن التاسع عشر. ، كان إلقاء النفايات الصناعية في المحيط قانونيًا في الولايات المتحدة حتى صدر قانون الإغراق المحيطي في عام 1972. وخلال عامي 1970 و 1980 وحدهما ، قُدر أن 25 مليون طن من النفايات والتس تشمل الخردة المعدنية والمواد الكيميائية والأحماض أُلقيت في المحيط. يمكن أن يؤدي الإغراق المحيطي إلى فرط المغذيات الذي يؤدي إلى استنزاف الأكسجين من الماء، ومما يؤدي بدوره إلى قتل الحياة البحرية. يوضع الإغراق المحيطي في ثلاث قوائم: القائمة الرمادية والقائمة السوداء والقائمة البيضاء.

## تفكيك السفن
تفكيك السفن هو شكل آخر من أشكال النفايات العابرة للحدود التي تُشحن من بلد إلى آخر. يتم تقسيم العديد من السفن إلى أجزاء يمكن إعادة تدويرها. العديد من أجزاء السفن خطرة ويمكن أن تلوث المناطق التي تُفكك فيها. يمكن أن تحتوي أجزاء السفن على الأسبست وثنائي الفينيل متعدد الكلور وحمأة الزيت [الإنجليزية]. كل هذه المكونات يمكن أن تشكل مخاطر صحية محتملة وتضر بالبيئة. تقع معظم صناعات تخريد السفن في البلدان النامية حيث القوانين (بيئيًا وكذلك مهنيًا) ليست صارمة كما هو الحال في البلدان المتقدمة. تذكر المنظمة البحرية الدولية أن الهند هي الرائدة في تفكيك السفن، تليها الصين وبنغلاديش وباكستان.